# Fiumi Uniti
Der Fiumi Uniti (deutsch: Vereinigte Flüsse) ist ein künstlich angelegter Fluss in der  Provinz Ravenna in der Region Emilia-Romagna in Italien. Er entsteht aus dem Zusammenfluss von Montone und Ronco an der südlichen Stadtgrenze Ravennas. Der Fluss fließt über 12 Kilometer in östliche Richtung und mündet nördlich der Siedlung Lido di Dante in die Adria.

## Historischer Hintergrund
Gegen 1260 flossen der Ronco und ab etwa 1320 auch sein Nachbarfluss Montone eng um die Mauern der Stadt Ravenna, wobei sie die Stadt im Süden bzw. Nordwesten umgaben und sich dann in Richtung der Adria vereinigten (ursprüngliche Fiumi Uniti). Diese beiden Flüsse setzten Ravenna wiederholt verheerenden Überschwemmungen aus. Die zerstörerischsten ereigneten sich 1636, 1651, 1693, 1700 und 1715.
In den 1730er Jahren wurde der Verlauf der Fiumi Uniti umgeleitet. Der Zusammenfluss von Ronco und Montone wurde von 0,5 km auf 2 km südlich der Stadt verlegt. Dies war durch einen Schleusenmechanismus möglich, der den Höhenunterschied zwischen Montone und Ronco regulierte. Später wurden die Wasserläufe von Ronco und Montone 3 km weiter südlich geführt. Von der San-Marco-Schleuse (am Montone gelegen) wurde ein künstlicher Kanal gegraben, der in Richtung des 1651 angelegten Panfilio-Kanals führte und den Verlauf des Ronco entlang der heutigen SS 67 abfing, wo noch immer der Zusammenfluss der beiden Flüsse sichtbar ist. Ronco und Montone mündeten in das Bett des Panfilio-Kanals, um dann ins Meer zu fließen. Diese Arbeiten wurden von Kardinal Giulio Alberoni abgeschlossen, der von 1734 von Papst Clemens XII. zum Legat in Ravenna ernannt wurde.